# Vibrante múltiple velofaríngea sorda
Una vibrante múltiple velofaríngea sorda es un sonido consonántico producido por algunos con trastornos del habla, incluidos algunos con paladar hendido, como sustituto de la siguiente sibilante (/tr/), la articulación de la Fricativa velofaríngea sorda puede verse favorecida por una posición posterior de la lengua y puede implicar una vibración velar (un sonido de resoplido) lo cual la convertiría en una vibrante múltiple.

## Características
- Su forma de articulación es vibrante, lo que significa que se produce mediante la dirección de aire sobre el articulador de modo que vibra.
- El punto de articulación es velofaríngeal, lo que significa que se artícula entre la superficie superior del velo y la pared posterior de la nasofaringe.[3]
- Su fonación es sorda, lo que significa que se produce sin vibraciones de las cuerdas vocales.
- Su mecanismo de flujo del aire es egresivo pulmonar, lo que quiere decir que se articula exhalando aire desde los pulmones, como en la mayoría de sonidos del habla.